# 山縣秀
- 山県秀

山縣 秀（やまがた しゅう、2002年5月1日 - ）は、新潟県三条市生まれ、東京都国分寺市出身のプロ野球選手（内野手）。右投右打。北海道日本ハムファイターズ所属。

## 経歴

### プロ入り前
国分寺市立第二中学校在学時は硬式野球のクラブチームである稲城シニアでプレーした。また、母親の勧めで同校のバドミントン部にも所属していた。
自己推薦で早稲田大学高等学院に進学し、1年秋から遊撃手のレギュラーを務めた。高校時代は西東京大会3回戦進出が最高成績で、甲子園大会出場はなかった。
早稲田大学に進学し、2年秋から遊撃手のレギュラーに定着。4年春のリーグ戦でベストナインを受賞した。同期に吉納翼がいる。
2024年10月24日に開催されたドラフト会議にて、北海道日本ハムファイターズから5位指名を受けた。指名後もリーグ戦や明治神宮野球大会に出場していたため仮契約を結ぶタイミングがなく、新入団会見が行われた12月8日に契約金4000万円、年俸830万円で本契約を結んだ。背番号は54。担当スカウトは山本一徳。早稲田大学高等学院を卒業した選手がプロ野球選手になったのは1958年に中日ドラゴンズへ入団した森徹以来67年ぶりとなった。

## 選手としての特徴・人物
“守備職人”と称される鉄壁の守備力を誇り、球際の強さと正確な送球に定評がある遊撃手・二塁手。打者としては広角に打ち分けるバットコントロールとバント技術の高さが武器。50m走のタイム6秒1、遠投101mを記録。
目標とする選手は鳥谷敬。
アクロバティックな守備とピアノが得意という共通点から「リアル殿馬一人」と呼ばれる。
主な愛称は「ガタシュウ（ガタシュー）」で、命名者は大学の先輩である蛭間拓哉。
ピアノで得意な曲はショパンの「幻想即興曲」。

## 詳細情報

### 記録
初記録
- 初出場：2025年4月15日、対千葉ロッテマリーンズ1回戦（ZOZOマリンスタジアム）、8回裏に石井一成に代わり二塁手で途中出場
- 初先発出場：2025年4月18日、対オリックス・バファローズ4回戦（京セラドーム大阪）、「8番・二塁手」で先発出場
- 初打席・初安打：同上、2回表に九里亜蓮から遊前内野安打[16]
- 初盗塁：2025年5月10日、対東北楽天ゴールデンイーグルス戦7回戦（エスコンフィールドHOKKAIDO）、5回裏に二盗（投手：松井友飛、捕手：堀内謙伍）
- 初打点：2025年5月13日、対オリックス・バファローズ10回戦（エスコンフィールドHOKKAIDO）、7回裏に山﨑颯一郎から右前2点適時打
- 初本塁打：2025年6月4日、対阪神タイガース2回戦（エスコンフィールドHOKKAIDO）、　4回裏に門別啓人から左越2ラン[17]

### 背番号
- 54（2025年[7] - ）

### 代表歴
- 2024年 第31回ハーレムベースボールウィーク 日本代表